# Gennagyij Mihajlovics Manakov
Gennagyij Mihajlovics Manakov, oroszul: Геннадий Михайлович Манаков (Jefimovka, Orenburgi terület, 1950. június 1. – 2019. szeptember 26.) szovjet-orosz űrhajós, ezredes.

## Életpálya
Érettségit követően 1967–1969 között Kujbisevben szerezte meg a pilóta igazolványt. 1973-ban végezte el a repülő főiskolát (AVVAKUL), ahol kitüntetéssel mérnök-pilóta diplomát kapott. A légvédelmi erőknél kapott vadászgép vezetői kiképzést. A szovjet hadsereg több repülőgép típusának vezetését is elsajátította, végigjárta a katonai vezetőkre jellemző beosztások szamárlétráját. Tesztpilótaként 1980-tól repült. Több mint 1620 órát töltött a levegőben, 42 repülőgéptípuson repült, segítve a repülőgépgyártás fejlesztést. Ejtőernyős ugrásainak száma 248. 1985–1987 között a Buran tesztpilótája. 1985. szeptember 2-től részesült űrhajóskiképzésben. Kiképzését követően 1987-ben lett űrhajós tesztpilóta. Közel egy évet, 309 napot, 21 órát és 18 percet töltött a világűrben. Három űrséta alatt 12 órát és 43 percet töltött a világűrben. 1991-től több űrhajós-csoport oktatója-vizsgáztatója. Űrhajós pályafutását 1996. december 20-án fejezte be. Felkészítést kapott a Szojuz TM–24 program kutatásért felelős parancsnokaként. Öt nappal az indulás előtti orvosi vizsgálat szívproblémát állapított meg, ezért levették a programról. 2000-ben nyugállományba vonult.
Bélyegen is megörökítették az űrrepülését.

## Űrrepülések
- Szojuz TM–10 kutatásért felelős parancsnok, (1990. augusztus 1-je és december 10-e között szolgált a hosszú távú programban.  1990. október 29-én 2 óra 45 perces űrtevékenységet végzett. Összesen 130 napot, 20 órát és 35 percet töltött a világűrben.
- Szojuz TM–16 kutatásért felelős parancsnok, (1993. január 24-e és július 22-e között, időben túlszárnyalta az előző hosszú távú program tartózkodási idejét. Április 19-én 5 óra 25 perces, június 18-án  4 óra, 33 perces űrsétát végzett.   Összesen 179 napot, 43 percet és 46 másodpercet töltött a világűrben.

### Tartalék személyzet
- Szojuz TM–9 kutatásért felelős parancsnok,
- Szojuz TM–15 kutatásért felelős parancsnok,
- Szojuz TM–22 kutatásért felelős parancsnok,

## Kitüntetései
Megkapta a Lenin-rendet.